# Menozziola diversipes
Menozziola diversipes är en tvåvingeart som beskrevs av Borgmeier 1961. Menozziola diversipes ingår i släktet Menozziola och familjen puckelflugor. Inga underarter finns listade i Catalogue of Life.